# 自由の女神をぶちこわせ
「自由の女神をぶちこわせ」（じゆうのめがみをぶちこわせ）は、1979年2月25日にCBS・ソニーから発売された川﨑麻世の6枚目のシングル。

## 収録曲
全曲作詞：阿木燿子 作曲：宇崎竜童 編曲：戸塚修
1. 自由の女神をぶちこわせ
2. 甘いキッス